# Fabian Gmeiner
Fabian Gmeiner (* 27. Jänner 1997 in Dornbirn) ist ein österreichischer Fußballspieler.

## Karriere
Gmeiner begann in seiner Heimatstadt beim Dornbirner SV mit dem Fußballspielen. 2010 kam er in die AKA Vorarlberg. Im Jänner 2011 wechselte er nach Deutschland in die Jugend des VfB Stuttgart. Bei den Stuttgartern spielte er bis zu den A-Junioren.
Im Sommer 2016 wechselte Gmeiner in die Niederlande zu NEC Nijmegen, wo er einen Zweijahresvertrag erhielt. Sein Debüt in der Eredivisie gab er im September 2016, als er am fünften Spieltag der Saison 2016/17 gegen die PSV Eindhoven in der 88. Minute für André Fomitschow eingewechselt wurde. Ansonsten kam er zu zehn Einsätzen in der zweiten Mannschaft.
Zur Saison 2017/18 wechselte Gmeiner nach Deutschland zum Hamburger SV. Dort gehörte er dem Kader der zweiten Mannschaft an, die in der viertklassigen Regionalliga Nord spielte. In seiner ersten Saison spielte er 24-mal in der Regionalliga Nord und erzielte 3 Tore. In der Saison 2018/19 folgten 24 Regionalligaeinsätze ohne eigenen Torerfolg. Anschließend verließ Gmeiner den Verein mit seinem Vertragsende.
Zur Saison 2019/20 wechselte Gmeiner in die Regionalliga West zu den Sportfreunden Lotte. Er unterschrieb beim Absteiger einen Vertrag mit einer Laufzeit bis zum 30. Juni 2020. Nach seinem Vertragsende in Lotte verließ er den Regionalligisten nach 23 Viertligaeinsätzen nach der Saison 2019/20.
Daraufhin kehrte er zur Saison 2020/21 nach Österreich zurück und wechselte zum Zweitligisten SC Austria Lustenau, bei dem er einen bis Juni 2022 laufenden Vertrag erhielt.
Im Juni 2024 verkündete die Austria die Vertragsverlängerung mit Gmeiner. Er unterschrieb einen bis 2026 gültigen Vertrag, der auch für die 2. Liga gilt.